# 薩爾韋森山脈
薩爾韋森山脈（英語：Salvesen Range）是南喬治亞與南桑威奇群島的山脈，位於南喬治亞島南端，最高點卡爾斯山海拔高度2,330米，主要由花崗岩組成的山體在1.27億年前形成，該山脈在1951至1952年間被繪畫在地圖。
54°40′S 036°07′W / 54.667°S 36.117°W